# HBO Films
HBO Films est la société de production et de distribution de téléfilms, de mini-séries télévisées et de films de cinéma du groupe américain de télévision par câble HBO.
Parmi les productions de HBO Films pour la télévision, on peut citer Frères d'armes et Angels in America. Parmi les succès de HBO Films au cinéma, on peut citer Elephant de Gus Van Sant qui a obtenu la Palme d'or au Festival de Cannes et American Splendor, le premier film de la société à avoir été nommé aux Oscars. En général, pour ses activités cinéma, HBO travaille en partenariat avec Fine Line qui fait elle aussi partie du groupe de médias Time Warner.
HBO s'est lancé dans la production en 1983 sous le nom de HBO Pictures. La première production de HBO, The Terry Fox Story, est le premier téléfilm à avoir été produit pour la télévision payante. HBO Films est né de la fusion de HBO Pictures avec une autre des sociétés de production de HBO : HBO NYC (anciennement HBO Showcase).
Les productions de HBO sont souvent considérées comme des œuvres ambitieuses et de qualité. Elles ont récolté plusieurs centaines de Emmy Awards et de Golden Globe Awards. À titre d'exemple, HBO Films a remporté l'Emmy Award du meilleur téléfilm de 1993 à 1999 et en 2001 et 2002.

## Cinéma
- 2003 : Elephant de Gus Van Sant
- 2004 : Maria, pleine de grâce (María, llena eres de gracia) de Joshua Marston
- 2006 : Idlewild Gangsters Club de Bryan Barber
- 2007 : Last Days de Gus Van Sant
- 2010 : Sex and the City 2 de Michael Patrick King
- 2015 : Entourage de Doug Ellin
- 2020 : La Grande Traversée (Let Them All Talk) de Steven Soderbergh
- 2021 : The Many Saints of Newark d'Alan Taylor

## Télévision
- 1990 : El Diablo (TV) de Peter Markle
- 1992 : Élus pour s'aimer (Running Mates) (téléfilm) de Michael Lindsay-Hogg
- 2002 : En direct de Bagdad (Live from Baghdad) (téléfilm) de Mick Jackson
- 2003 : Angels in America (mini-série télévisée) de Mike Nichols
- 2005 : Quelques jours en avril (Sometimes in April) (téléfilm) de Raoul Peck
- 2006 : Tsunami : Les Jours d'après (Tsunami: The Aftermath) (téléfilm) de Bharat Nalluri
- 2008 : Generation Kill (mini-série télévisée)
- 2008 : House of Saddam (mini-série télévisée)
- 2008 : John Adams (mini-série télévisée)
- 2008 : Recount (téléfilm) de Jay Roach
- 2008 : The Devil's Whore (mini-série télévisée)
- 2009 : L'Honneur d'un Marine (Taking Chance) de Ross Katz
- 2010 : La Vérité sur Jack (You Don't Know Jack) (téléfilm) de Barry Levinson
- 2010 : The Pacific (mini-série télévisée)
- 2013 : Ma vie avec Liberace (Behind the Candelabra) (téléfilm) de Steven Soderbergh
- 2013 : Phil Spector (téléfilm) de David Mamet
- 2016 : All the Way (téléfilm) de Jay Roach
- 2017 : The Wizard of Lies (téléfilm) de Barry Levinson
- 2018 : Fahrenheit 451 (téléfilm) de Ramin Bahrani
- 2019 : Native Son (téléfilm) de Rashid Johnson